# احمد راشد مدنی
 شیخ احمد مدنی (متولد ؟ متوفی ۱۲۶۳ هجری قمری در بستک) از از مشایخ طریقت مدنی بود. ابتدا از رهبری مریدان سر باز می‌زد ولی به اصرار آنان رهبری مریدان را قبول نمود. پس از چندی مرحوم حاجی مصطفی خان بقعه‌ای بر روی قبر او ساخت واین شعر را در مرثیه وتاریخ فوتش سرود:
| قطب رب‌العالمین غوث زمان                |  | شد مقیم این مکان روضه جنت نشان |
| پابه حرمت نه دراین مشهد که از تاریخ آن |  | معبد روحانیان است ومطاف قدسیان |

جانشین او شیخ راشد دوم مدنی برادر زاده وی بوده‌است. آرامگاه وی که در حدود سال ۱۳۱۰ هجری شمسی بنا شده‌است در تاریخ ۷ مهر ماه ۱۳۸۱ به عنوان اثر ملی ثبت گردید 